# 磷青銅
磷青銅（英語：Phosphor bronze）是一種銅合金，主要成份為銅，其中通常含有2%-8% 的錫，2-8% 的磷，也可能含有其他金屬，例如鉛。堅硬，可製彈簧。铸件可用于齿轮、蜗轮、轴承等机械部件。